# Société de psychanalyse freudienne
La Société de psychanalyse freudienne, créée en 1994 d'une scission du Centre de formation et de recherches psychanalytiques, est une société dont les objets sont la transmission de la psychanalyse et la formation des psychanalystes.

## Historique
La création de la Société de psychanalyse freudienne doit être resituée dans le contexte de la dissolution du Centre de formation et de recherches psychanalytiques (CFRP) en 1994, et plus largement dans l’histoire du mouvement lacanien.
Le CFRP, cofondé par Octave Mannoni, Maud Mannoni et Patrick Guyomard en 1982 est dissous en 1994. La même année, Patrick Guyomard fonde la Société de psychanalyse freudienne, tandis que Maud Mannoni fonde Espace analytique. Le préambule des statuts de la nouvelle société stipule qu'elle a été fondée « pour continuer le travail engagé au C.F.R.P. de 1982 à 1995 ». La Société de psychanalyse freudienne, tout comme Espace analytique, a renoncé à la passe, conceptualisation par Jacques Lacan du passage de la place d'analysant à celle d'analyste.
La Société de psychanalyse freudienne se donne pour objectifs « de travailler à la transmission de la psychanalyse et à la question de l’habilitation des analystes » et de « développer la formation et la recherche psychanalytiques ». Elle fonctionne sous le régime d'association loi de 1901 et est dirigé par un conseil d'administration, dont les membres sont élus pour des mandats de trois ans, renouvelables par tiers chaque année.

## Les membres de la Société de psychanalyse freudienne
- Les analystes membres associés : ce sont des analystes affiliés qui ont passé un contrat d'association avec la Société, et participent à l'orientation analytique de la société ;
- Les analystes membres affiliés ont vu leur formation reconnue par la commission d'admission ;
- Les membres adhérents s'inscrivent soit en raison de leur intérêt pour la psychanalyse (adhérents), soit parce qu'ils sont engagés dans une pratique et une formation analytique (adhérents praticiens) ;
- Les auditeurs participent à certaines activités ;
- Autres membres : les membres d'honneur, les membres bienfaiteurs.

## Activités scientifiques
La société propose des activités liées à la formation théorique et clinique des psychanalystes : les candidats suivent des enseignements sous la forme de conférences, de séminaires, ou encore d'une participation à des groupes de travail, généralement auprès d'analystes de la Société, mais qui, avec l'accord de la Société, peuvent aussi appartenir à d'autres sociétés psychanalytiques. La formation clinique des candidats consiste en des supervisions individuelles d’analyses.

## Les éditions CampagnePremière
La SPF est responsable des éditions CampagnePremière, qui publient des ouvrages d'orientation psychanalytique. Elle publie une revue semestrielle, Les Lettres de la SPF qui propose des numéros thématiques ou liés à des colloques ou journées scientifiques de la société.